# Gefecht bei La Maddalena
Das Gefecht bei La Maddalena wurde vom 22. bis zum 25. Februar 1793 im Nordosten Sardiniens zwischen den Revolutionsstreitkräften Frankreichs und Einheiten des Königreiches von Sardinien-Piemont ausgetragen. Auf französischer Seite kämpfte u. a. der spätere Kaiser der Franzosen, Napoléon Bonaparte.

## Hintergrund
Die Französische Revolution hatte vor allem bei den alteingesessenen Monarchien Europas erheblichen Aufruhr erzeugt und dann einen europäischen Krieg ausgelöst. In Italien kämpften die Franzosen ab 1792 gegen die Piemontesen in den Westalpen (Millefroche, Authion, Castelginestra). Anfang 1793 versuchten sie durch eine Invasion Sardiniens den piemontesischen Widerstand zu brechen. Die Insel war vor allem auch wegen ihrer strategischen Bedeutung interessant. Vorgesehen war eine Landung im Süden der Insel (bei Cagliari) und im Nordosten, wo als Brückenköpfe zunächst einige Inseln des La-Maddalena-Archipels besetzt werden sollten. Der Angriff im Süden scheiterte bei Quartu am Widerstand der Einheimischen und an einem Sturm; der Angriff auf La Maddalena begann am 22. Februar.

## Verlauf des Gefechtes
Die von Laurent Truguet befehligte französische Invasionsflotte bestand aus insgesamt 22 Kriegsschiffen, von denen einige jedoch von geringer Größe waren. Sie transportierten eine Kompanie des 52. französischen Infanterieregiments unter Hauptmann Richard Raunies und Freiwillige des 2. korsischen Bataillons unter Quenza und Bonaparte. Insgesamt war die Landungsstreitmacht 600 Mann stark. Der Marinestützpunkt von La Maddalena war entsprechend vorgewarnt worden, Teile der Bevölkerung konnten rechtzeitig evakuiert werden. Auf der Insel Santo Stefano befanden sich 25 Mann mit drei Geschützen, auf der Hauptinsel verfügten die Piemontesen über die Batterien von "Balbiano", "S. Andrea" und "Cavaliere" und 500 Mann, von denen etliche einer örtlichen Miliz angehörten. Die Besatzungen der wenigen kleinen Kriegsschiffe wurden von Bord geholt, um die Verteidigung an Land zu unterstützen.
Die Franzosen liefen am 22. Februar 1793 um 4 Uhr aus Bonifacio (Südkorsika) aus und besetzten gegen 9 Uhr die Insel Spargi. Als sich ihre Korvette Fauvette der Hauptinsel näherte, eröffneten die piemontesisch-sardischen Batterien und einige kleine, noch bemannte Kriegsschiffe das Feuer. Daraufhin versuchte die Fauvette bei Punta Tegge ein kleines Truppenkontingent abzusetzen, was jedoch am Widerstand der piemontesisch-sardischen Truppen scheiterte. Am Nachmittag landete die französische Flotte Truppen auf der Insel S. Stefano. Am nächsten Morgen brachte Napoleon bei Puntarella eine Artilleriebatterie in Stellung, mit der er in der Nacht vom 23. auf den 24. Februar das Fort und den Ort von La Maddalena beschoss. Auch die bei Cala Gavetta vor Anker liegenden piemontesischen Kriegsschiffe gerieten unter Beschuss und suchten sogleich Schutz in einer Bucht unterhalb der Festung von S. Andrea.
Noch in dieser Nacht beschloss die piemontesische Führung, das schwerste Geschütz der "Balbiano-Batterie" auf einem Militärboot zu installieren, um damit die Fauvette anzugreifen.
Unter dem Kommando des von der Insel stammenden Bootsmannes Domenico Millelire griff das so modifizierte Kanonenboot die Fauvette an, die vier Treffer kassierte und sich vorübergehend zurückziehen musste. Später beteiligte sie sich an der Beschießung der Festungsanlagen von S. Stefano.
Während sich La Maddalena noch unter Napoleons Artilleriefeuer hielt, fiel die Insel von Santo Stefano in die Hände der Franzosen, wodurch auch die Insel Caprera bedroht wurde, die mangels Soldaten nicht verteidigt werden konnte. Die piemontesische Führung befahl, auf Caprera mehrere Feuer zu entzünden, um dort Truppenkonzentrationen vorzutäuschen.
In der Zwischenzeit plante Bootsmann Domenico Millelire, mit seinem Boot mehrere Geschütze auf das Festland zu bringen, um von dort aus die französischen Kriegsschiffe bei Cala di Villa Marina zu beschießen. In der Nacht zum 25. Februar brachte er mit einigen Freiwilligen drei großkalibrige Kanonen bei Palau in Stellung, mit denen er umgehend die französische Flotte angriff und schwere Schäden anrichtete. Die französischen Schiffe fuhren nach Caprera und versuchten dort ein Landungsunternehmen, das nicht gelang, weil in der Zwischenzeit 65 piemontesische und sardische Matrosen auf der Insel abgesetzt worden waren, die sie äußerst hartnäckig verteidigten.
Als sich die französischen Schiffe am Morgen des 25. Februars von Caprera zurückzogen, überraschte sie Domenico Millelire in einer Meerenge bei Moneta. Millelire hatte die französische Rückzugsroute vorausgeahnt und seine Kanonen von Palau auf die Punta di Capo d’Orso verlegt, von wo aus er nun erneut die französische Flotte beschoss und wiederum erheblichen Schaden anrichtete. Während der Befehlshaber des französischen Expeditionskorps, General Colonna-Cesari, wegen der nun meuternden Matrosen den Schiffen den Rückzugsbefehl gab, verstärkte Napoleon mit seiner Artillerie das Feuer auf die Hauptinsel und ihre Forts, um diese so zur Kapitulation zu zwingen.
Millelire bewaffnete nach dem Gefecht am Capo d’Orso wieder sein Boot und beschoss damit die sich zurückziehenden französischen Schiffe, insbesondere die Fauvette. Danach fuhr er mit Verstärkungen zurück nach S. Stefano und griff dort die französischen Truppen an, die auf ihrem Rückzug etliche Geschütze, Munition und Lebensmittel zurückließen. Am späten Nachmittag des 25. Februars 1793 verfolgte er den Rest der französischen Flotte über die Straße von Bonifacio bis in korsische Gewässer.

## Weiterer Verlauf
Der piemontesische Marinestützpunkt auf La Maddalena wurde 1793 im Wesentlichen von sardischen Soldaten und Freiwilligen und vor allem durch die Initiative eines einheimischen Bootsmannes, Domenico Millelire, verteidigt. Zuvor hatten die Piemontesen (mit Ausnahme der Dragoni di Sardegna) bei dem französischen Invasionsversuch im Süden (bei Quartu) keinen Finger gerührt. Nach der erfolgreichen Verteidigung des strategisch wichtigen Inselarchipels von La Maddalena fühlte sich der sardische Adel stark genug, von der Regierung des Königreichs Sardinien-Piemont in Turin in einer Fünf-Punkte-Liste erhebliche Konzessionen bezüglich der Herrschaft über die Insel zu verlangen. Nach dem Spanischen Erbfolgekrieg hatte das Haus Savoyen die Insel von den Spaniern übernommen und damit die lange angestrebte Königswürde erhalten. Doch die Könige in Turin kümmerten sich um die verarmte Insel überhaupt nicht. Man lehnte nicht nur die "Fünf Punkte" ab, die sich ohnehin nur auf die Interessen der Oberschicht beschränkten, sondern auch die Forderungen der einfachen Menschen, die für die Krone in Turin oft (wie bei La Maddalena) das Letzte hergaben. Am 28. April 1794 kam es daraufhin zu einem Volksaufstand gegen die Piemontesen (cacciata dei piemontesi). Der 28. April ist heute der Feiertag der Autonomen Region Sardinien (Sa die de sa Sardigna). Als Napoleon in den Revolutionskriegen das Piemont besetzte, zog sich der König und sein Hof von Turin nach Sardinien zurück. Bis 1814 verbesserte sich die Lage der Insel kaum und auch danach tat die Regierung in Turin nicht genug für die Verbesserung der sozialen und wirtschaftlichen Lage der Insel. Die Auswirkungen der jahrhundertelangen Fremdherrschaft der Spanier und Piemontesen prägen das Bild Sardiniens bis heute. Erst das republikanische Italien gab der Insel unter dem Druck der einheimischen Bevölkerung ab 1946 ein Autonomiestatut.